# Oenantheae
Tribu
Classification APG III (2009)
Les Oenantheae sont une tribu de plantes à fleurs de la sous-famille des Apioideae dans la famille des Apiaceae.

## Nom
La tribu des Oenantheae est décrite en 1827 par le botaniste belge Barthélemy Dumortier.

## Liste des genres
Selon NCBI :
- Afrocarum
- Berula
- Cicuta
- Cryptotaenia
- Cynosciadium
- Daucosma
- Helosciadium
- Lilaeopsis
- Limnosciadium
- Neogoezia
- Oenanthe
- Oxypolis
- Perideridia
- Ptilimnium
- Sium
- Trepocarpus